# Nancy Holloway
Nancy Holloway (* 11. Dezember 1932 in Cleveland, Ohio als Nancy Brown; † 28. August 2019 in Paris) war eine US-amerikanische Jazz- und Soulsängerin, die in Frankreich erfolgreich war.

## Leben und Karriere
Sie wuchs als Nancy Brown in Cleveland auf und heiratete nach dem Abschluss der High School. Aus der kurzen Ehe behielt sie den Familiennamen Holloway bei. Im Anschluss zog sie nach New York City, wo sie als Tänzerin arbeitete, und ging 1954 nach Europa. 1959 begann sie ihre Gesangskarriere im Pariser Moulin Rouge.
1961 hatte sie ihren ersten Auftritt im französischen Fernsehen und war in den folgenden Jahren mit diversen Titeln in französischer Sprache erfolgreich, unter anderem mit T’en va pas comme ça, der französischen Version des Burt-Bacharach-Songs Don’t Make Me Over. Sie trat mit Künstlern wie Sammy Davis Jr., Quincy Jones und Dizzy Gillespie auf. Ab 1961 betrieb sie einen eigenen Nachtclub und spielte in einer Reihe französischer Filme mit. 
Nach einer längeren Konzertpause trat sie ab den 1980er Jahren wieder auf. Ihre letzte Tournee unternahm sie von 2006 bis 2008 mit Richard Anthony, Demis Roussos und Frank Alamo. Sie starb im August 2019 im Alter von 86 Jahren in Paris.

## Diskografie (Auswahl)
- 1963: Nancy Holloway (Ricordi)
- 1964: Bye Bye (Decca)
- 1969: Hello Dolly (Concert Hall)
- 1976: Nancy Holloway (Les Tréteaux)
- 1982: Greatest Hits (Polydor)
- 1982: Boppin’ Goldies (Vogue)
- Nancy Holloway in Paris

## Filmografie
- 1963: Der dunkelgrüne Koffer (La modèle noire)
- 1963: Ballade pour un voyou, Regie: Claude-Jean Bonnardot
- 1964: Le Bluffeur, Regie: Sergio Gobbi
- 1964: Cherchez l’idole, Regie: Michel Boisrond
- 1965: Pulverfaß und Diamanten (Le Gentleman de Cocody), Regie: Christian-Jaque
- 1966: Die Männer von Saint Malo (Corsaires et Flibustiers) (TV)
- 1967: Mordgeschichten (Jeu de massacre), Regie: Alain Jessua
- 1970: Les Enfants de Caïn, Regie: René Jolivet
- 1970: Le Cri du cormoran le soir au-dessus des jonques, Regie: Michel Audiard
- 1971: Die Rum-Straße (Boulevard du rhum), Regie: Robert Enrico
- 1973: Le neveu d’Amérique (TV)
- 1978: Cinéma 16 – La femme rompue (TV)